# 上田市立清明小学校
上田市立清明小学校（うえだしりつ せいめいしょうがっこう）は、長野県上田市大手にある公立小学校。旧・上田市地区で市制施行当時の市街地地域を学区としている。

## 歴史
江戸時代文化文政期の上田藩藩主（藤井）松平氏が開いた藩校「明倫堂」と町人地におかれた寺子屋がルーツといわれている。1872年の学制頒布により「明倫堂」が松平学校として、町人地の寺子屋が上田街学校として発足し1886年には1889年の市町村制発足時の上田町域（※一部は小県郡神科村へ分離）の小学校が合併し上田学校が発足すると旧松平学校が女子校として、旧上田街学校が男子校となる。
1889年に町立上田尋常小学校と改称。1895年に小県郡立高等小学校の廃止により高等科併設で町立上田尋常高等小学校となるが1899年に女子校が町立上田女子尋常高等小学校として独立。男子のみとなった同校は1901年に町立上田男子尋常高等小学校と改称し同校の本校となった。1918年の市制施行、1921年の小県郡城下村編入で学校再編が必要となり翌1922年に上田市立尋常高等小学校が発足。旧女子校に尋常小学校本校・高等小学校が設置され旧男子本校に尋常小学校南校が設置された。
1941年に上田市立尋常高等小学校は尋常科のみ6校に分離され本校は上田市立中央尋常高等小学校となり南校は上田市立南尋常小学校となる。分離の年「国民学校」と改称。終戦の翌年には高等科も分離される。そして1947年の学制改革第一段階で上田市立中央小学校・上田市立南小学校が発足するが上田市街地にあるという特殊事情から近い将来児童が減少するとの指摘があがっていた。そこで1959年に中央・南両小学校が統合されることとなり上田市立清明小学校が発足した。

### 略年表
- 1873年 - 松平学校・上田街学校発足。
- 1886年 - 上田町・常磐城村・常入村の小学校が合併し上田学校発足。旧松平学校に男子校が、旧上田街学校に女子校が置かれる。
- 1889年 - 町立上田尋常小学校発足（※一部は分村により神科村立上野尋常小学校（現上田市立神科小学校へ）。
- 1895年 - 高等科併設により町立上田尋常高等小学校発足。
- 1899年 - 女子校が町立上田女子尋常高等小学校として独立し発足。
- 1901年 - 町立上田尋常高等小学校が町立上田尋常高等小学校本校と改称。
- 1919年 - 上田市制施行に伴い市立上田男子尋常高等小学校本校・女子尋常高等小学校となる。
- 1922年 - 上田市3尋常小学校が統合されて上田市立尋常高等小学校発足。本校（高等科併設）が旧女子尋常高等小学校に置かれ旧男子尋常高等小学校本校に南校が設置される。
- 1941年 - 分割により上田市立中央尋常高等小学校・南尋常小学校が発足するがすぐ国民学校と改称される。
- 1946年 - 上田市立中央国民学校のみだった高等科が南国民学校にも設置される。
- 1947年 - 学制改革により上田市立中央小学校・南小学校発足。中央小学校敷地に上田市立第二中学校が、南小学校敷地に上田市立第一中学校が併設される。
- 1948年 - 南小学校に併設していた上田市立第一中学校が上田市立商工学校併設中学校敷地に移転したため小学校単独に戻る。
- 1959年 - 中央・南両小学校が合併し上田市立清明小学校が発足。本校を旧中央小に置き旧南小を分室と定めた。
- 1960年 - 併設していた上田市立第二中学校が旧南小敷地に移転。これにより分室が廃止され本校に統合されて所在地が統一された。

## 出身者
- 真保正子 - 陸上競技選手、1932年ロサンゼルスオリンピック4位入賞、長野県初の女子オリンピック選手[1]

## 補足事項
学校所在地は上田東高校（旧小県蚕業学校）と上田染谷丘高校（旧上田高等女学校）が発足した土地でもあり前者には「創設の地」を示す石柱が有志により設置されている。
前身のひとつ上田市立中央小学校は上田街学校時代に現在の上田市商工会議所所在地に校舎を建築。明治天皇の行在所に当てられていた。しかし町立上田尋常高等小学校女子本校校舎時代に焼失。当時の校長久米由太郎は責任を取り自殺するという悲劇に見舞われた。久米の息子である作家久米正雄は、のちに事の顛末を「父の死」と題して綴っている。
上田街学校時代の跡地には「明治天皇行在所跡」の石碑が建てられている。